# Brouwerij Christiaen

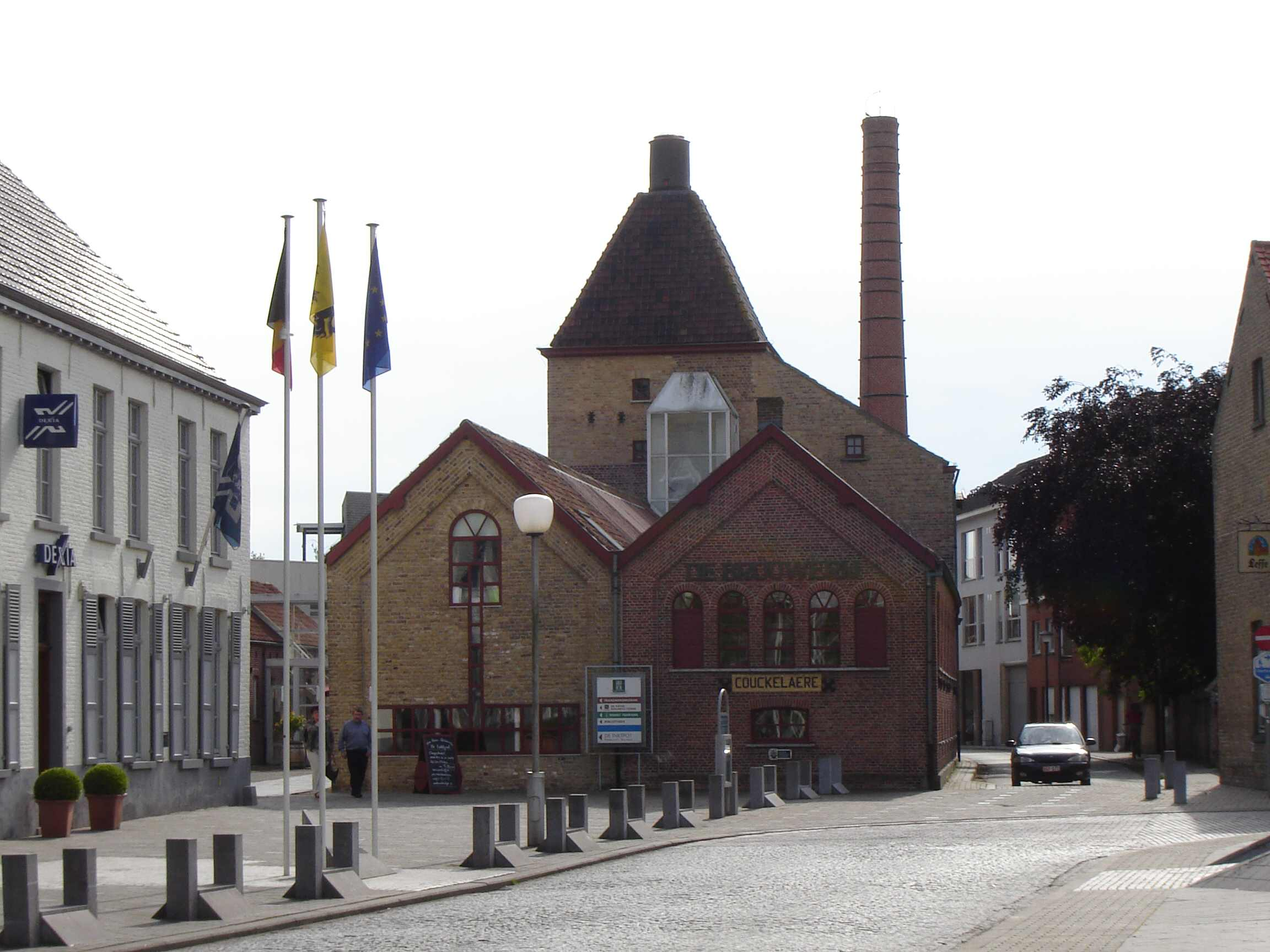
Brouwerij Christiaen.

Brouwerij Christiaen is een voormalige brouwerij-mouterij in Koekelare en was actief van 1790 tot 1969. De gebouwen zijn opgenomen in de inventaris van onroerend erfgoed.

## Geschiedenis
De brouwerij dateert van 1790 of van 1807 en werd opgericht door Pieter Mergaert (landmeter, notaris, kerkmeester, rentmeester van de heer van Koekelare), die reeds burgemeester van Koekelare was en nadien terug zou worden. Na zijn dood in 1817 zette zijn zoon de brouwerij verder tot 1831. In 1831 kocht Robert De Snick de brouwerij samen met herberg "De Zwaan". De brouwerij bezat een dertigtal herbergen die eraan verbonden waren. In 1855 werd de brouwerij vergroot en werd een stoommachine geplaatst. Nadien zette zijn zoon Gustaaf De Snick, eveneens burgemeester van Koekelare, de brouwerij verder.
In 1873 huwde Hector Christiaen met Elisa De Snick, de dochter van Robert. In 1878 liet Gustaaf De Snick de brouwerij over aan Hector Christiaen. Deze deed aanpassingen aan de gebouwen. Het huidige uiterlijk van de gerestaureerde brouwerij gaat terug op circa 1878.
In 1968 werd de brouwerij stopgezet.
In 1981 werd het brouwershuis beschermd als monument en de brouwershuis met de omgeving als dorpsgezicht. In 1985 werd ook de brouwerij beschermd als monument.
Vanaf 1990 werd restauratie van de brouwerij aangevat. In 1992 werd de gerestaureerde brouwerij opengesteld. De ruimtes kregen nieuwe bestemmingen (bibliotheek, toeristisch-cultureel centrum, Fransmansmuseum,[10] Käthe Kollwitz Museum[11] enz.), maar de oude functies zijn nog afleesbaar door bewaarde opschriften. In 1993 kreeg Koekelare de eerste Vlaamse Monumentenprijs voor de gerestaureerde brouwerij.

## Naam
De naam "brouwerij Christiaen" verwijst uiteraard naar Hector Christiaen die eind 19e eeuw de brouwerij in handen nam. De naam "De Inktepot" is ouder en werd door Robert De Snick gekozen, verwijzend naar het beeld van Onze-Lieve-Vrouw met de Inktpot te Brugge.

## Bieren
- Blond[10]
- Bock-Pilsen[11]
- Burg-Bräu[12]
- Couckelaer's Oud Dubbel[13]
- Chrisfort[14]
- Crista-Pils
- Export[15]
- Extra
- Extra-Stout[16]

- Kampioen[17]
- Munich[18]
- Oud Bruin[19]
- Pale-Ale[20]
- Patron[21]
- Porter[22]
- Scotch Ale[23]
- Seizoen[24]
- Super-Christiaen[25]